# Día del Nombre de Castilla
El Día del Nombre de Castilla es una celebración castellanista que se celebra cada 15 de septiembre.
Conmemora el 15 de septiembre del año 800, día en que por primera vez aparece documentado el nombre de Castilla. 

## Origen
Se considera que Castilla nació testimonialmente el 15 de septiembre de 800 en el hoy desaparecido monasterio de San Emeterio de Taranco de Mena, situado en esta localidad. El nombre de Castilla aparece en un documento notarial por el que el abad Vitulo donaba unos terrenos. En ese documento aparece escrito 
«Ego Vitulus abba, quamuis indignus omnium seruorum dei seruus, una cum cogermano meo Erbigio presbytero, cum domnos et patronos meos sanctos Emeteri et Celedoni, cuius basilica extirpe manibus nostris construximus ego Vitulus abba et frater meus Erbigius in loco qui dicitur Taranco in territorio mainense, et sancti Martini, quem sub subbicionem Mene manibus nostris fundauimus ipsam basilicam in ciuitate de area patriniani IN TERRITORIO CASTELLE et sancti Stefani, cuius basilicam manibus nostris fundauimus in loco qui dicitur Burcenia in territorio Mainense [...]». 
Un monolito en el lugar que antaño ocupó el convento recuerda dicho hito.
Cada 15 de septiembre se celebra en el lugar una romería conmemoracional de dicho aniversario, impulsada principalmente por movimientos castellanistas. Destacó la celebrada el 15 de septiembre de 2000, en el que se cumplían 1.200 años de este nacimiento testimonial de Castilla.